# Rivolta di Tarnovo (1598)

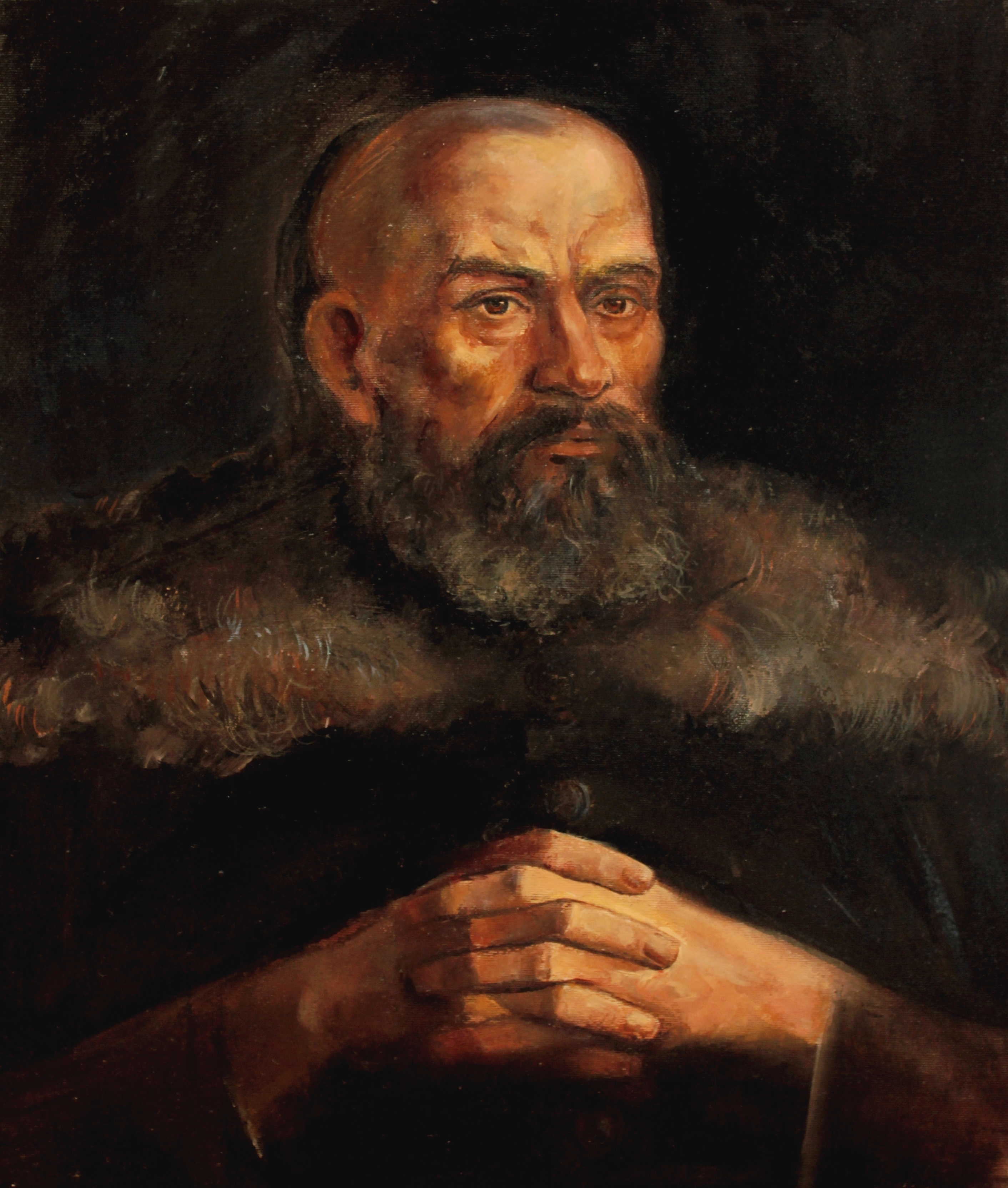
Theodore Ballina - ill. del XIX secolo.

La prima rivolta di Tarnovo ( in bulgaro Първо търновско въстание?, Parvo tarnovsko vastanie ) fu una rivolta bulgara contro il dominio ottomano nella ex-capitale bulgara di Veliko Tărnovo, scoppiata nel 1598 e duramente repressa dai Turchi.

## Contesto e organizzazione
La rivolta fu organizzata da leader religiosi, personaggi pubblici e mercanti:
- l'arcivescovo di Tarnovo, Dionysus Rallis, i vescovi Teofane di Lovech, Geremia di Ruse, Spiridione di Šumen e Metodio di Tracia e altre figure religiose di alto rango;[1]
- il nobile Theodore Ballina di Nicopoli; e
- i mercanti della Repubblica di Ragusa Pavel Đorđić  e i fratelli Sorkočević.

Đorđić si garantì il supporto dei potentati cristiani impegnati nella c.d. Lunga Guerra contro l'Impero ottomano: gli Asburgo d'Austria ed i voivoda Sigismondo Bathory di Transilvania e Michele il Coraggioso di Valacchia. Il piano della rivolta fu organizzato a Vienna nel 1597 e prevedeva che lo scoppio dei disordini a Veliko Tărnovo fosse contemporaneo all'invasione della Bulgaria da parte dei Valacchi.

## Operazioni e conseguenze
Nell'autunno del 1598, Michele il Coraggioso valicò il Danubio, pose d'assedio Nicopoli (10 settembre) ed occupò Vidin. A Tarnovo, 12 000 persone si ribellarono al giogo ottomano, intronarono come Zar di Bulgaria tale Shishman III, presunto discendente della dinastia Shishman, e dichiararono l'indipendenza da Istanbul. Le autorità ottomane reagirono prontamente alla sollevazione bulgara, riconquistando rapidamente la città e sopprimendo brutalmente la rivolta. Di conseguenza, circa 16 000 bulgari fuggirono dal territorio ottomano e attraversarono il Danubio per stabilirsi nella vicina Valacchia autonoma, ove stabilirono una comunità bulgara.
Non è oggi chiaro quale fu l'effettiva portata di questa "Prima Rivolta di Tarnovo". Secondo informazioni frammentarie potrebbe aver incluso le regioni di Ocrida, ove fu ucciso l'arcivescovo locale, così come Sofia e Niš,  dove i viaggiatori austriaci menzionano di aver visto cadaveri impalati e teste umane mozzate.